# Лозен (област Велико Търново)
Вижте пояснителната страница за други значения на Лозен.
Лозен е село в Северна България. То се намира в община Стражица, област Велико Търново.

## История
Учителят Симеон Даскалов в началото на XX век пише история на селото. Направена по-скоро като анкета, в нея са пресъздадени систематизирано легендите за селото, записани от автора. През 80-те години на 20 век излиза една нова история на селото писана от Георги Димитров „Село Лозен“ която общо взето хвърля светлина за периода след 1944 година. През 2016 година излезе от печат и книгата на Цветан Евтимов „Дървото на живота“, в която авторът успява да създаде генеалогия на 64 рода.
Легендата разказва, че жителите на селото са заварени от турците в местността Джамалджиево. Заради турски безчинства от турското село Кара Арнаут (днес село Паисий) се местят в местността Зад Лахналъците. След това отново се местят в местността Чешме яма, а след това намерили закрила при турчина Кара Хасан. Поради това и името на селото останало в паметта на хората.
Селото за пръв път се споменава в средата на XV век, заедно със село Агатово (Севлиевско) като тимар на кятиб Дурхан. В регистъра е с името Плащани. С 20 домакинства неверници. След това обаче настъпва вълна на ислямизация. От началото на XVI век имаме регистър на тимари където мимоходом се съобщава за Блащене, близо до Арнаут Хасан (вероятно с. Паисий). В случая обаче има данни за съседното село Бахтавани с друго име Чаир кьой (дн.с Камен) където ясно се вижда, че имаме синове на Абдулах или от 13 домакинства мюсюлмани, 8 са синове на приели исляма българи. Предполагаме, че вълната на ислямизация е свързана с похода на Владислав Варненчик през 1444 година. През 1632 – 1633 година от регистър за плащане на джезие отново се споменава Блащене с 24 ханета (семейства) влизащо на територията на Разградска каза.
В документ открит в ДАА – Велико Търново, разбираме, че селото заедно с още пет села е било вакъф на Едикчи Мехмед паша (около 1732 г.), като отново се споменава като Плащна или Пласна. В същия документ от 1885 година освен, че вече било известно под друго име: Кара Хасан, се дават и границите на селото които са:
Кладенецът „Кара Агачъ“, лежащ на течащата вода Шейбе (р. Шипа) в полето; след този кладенец (но не по права линия) воденицата на Исмаил ага, Малките гробища, Големия Гюлджук, Големия кираджийски път и Арнаутския мост.
Църквата в селото е построена през 1862 година. Една от най-ранните в този край. Килийно училище съществува от 1855 г. През 1868 г. е построено и първото училище, през 1891 се строи ново, а на неговото място през 1939 година е построена нова училищна сграда.
В един от спомените си Стефан Стамболов разказва, че по време на Руско-турската война 1877 – 1878 година или по точно през август 1877, в Търново са дошли селяни от село Кара Хасан с молба да им бъде раздадено оръжие с което да се бранят от башибозуци и прочее турци.

## Население
Преброяване на населението през 2011 г.
Численост и дял на етническите групи според преброяването на населението през 2011 г.:
|                     | Численост | Дял (в %) |
| Общо                | 399       | 100,00    |
| Българи             | 272       | 68,17     |
| Турци               | 57        | 14,28     |
| Цигани              | 0         | 0,00      |
| Други               | 3         | 0,75      |
| Не се самоопределят | 59        | 14,78     |
| Неотговорили        | 8         | 2,00      |

## Галерия
- Читалището в селото
- Училището в селото